# The Brussels Times
The Brussels Times is een Engelstalige Belgische nieuwssite en magazine, met hoofdzetel aan de Louizalaan in Brussel.
De site publiceert Belgisch en Europees nieuws, met een focus op Brussel. Aan de oorsprong ligt de krant The Brussels Times, die in 1965 werd opgericht en lange tijd als papieren krant in broadsheet-formaat verscheen. In 2014 werd het medium hervormd, met een nieuw ontwerp en een strategie voor het digitale tijdperk. De website kreeg een “zachte” betaalmuur. The Brussels Times bereikt naar eigen zeggen nu het grootste lezerspubliek van alle Engelstalige media in België.
The Brussels Times Magazine verschijnt tweemaandelijks op papier, en is verkrijgbaar in losse verkoop en als abonnement. Het blad focust op Brussel, als politieke hoofdstad van Europa en als internationaal centrum voor hedendaagse kunst. Het wordt verspreid in de EU-instellingen, in ambassades en vertegenwoordigingen bij de EU, en in meer dan 7.000 hotelkamers.